# Burji (Volk)
Die Burji (auch Burği geschrieben) sind eine Volksgruppe in Äthiopien und Kenia.
Das Kerngebiet der Burji, das sie vom 17. Jahrhundert bis Mitte des 20. Jahrhunderts alleine bewohnten, liegt im südlichen Teil der Amaro-Berge östlich des Chamosees. Administrativ gehört es zur Region der südlichen Nationen, Nationalitäten und Völker und bildet eine eigene Burji Special Woreda.
Die Burji haben viele Gemeinsamkeiten mit den Konso, den Sprechern von Dullay-Sprachen (Tsamay, Bussa, Gawwada) und Dirasha, weswegen diese Volksgruppen auch als „Burji-Konso-Cluster“ zusammengefasst werden. Sie leben hauptsächlich von einer traditionell intensiven Landwirtschaft, die terrassierte Felder mit künstlicher Bewässerung, intensive Düngung und gemeinschaftliche Arbeit umfasst. Dazu kommt Planung über Generationen hinweg. Wichtigste Anbauprodukte sind im nördlichen Teil des Burji-Gebietes Ensete und Gerste, im Süden Weizen- und Sorghumarten. Im Norden, der im Hochland liegt, herrschen weit verstreute Siedlungen vor, im Süden hingegen kompakte Dörfer und eine städtische Siedlung.
Traditionell sind die Burji in einer akephalen Gesellschaftsordnung in Clans organisiert und kennen ein Altersklassensystem gadá, das dem gada der Oromo ähnelt. Die Sprache der Burji, das Burji, wird zu den hochlandostkuschitischen Sprachen gezählt, steht jedoch auch den tieflandostkuschitischen Sprachen nahe.
Seit der Eroberung ihres Gebietes durch Äthiopien unter Menelik II. Ende des 19. Jahrhunderts sind zahlreiche Burji aus ihrem angestammten Land ausgewandert, sodass nur mehr eine Minderheit von ihnen dort lebt. Zahlreiche Burji leben in Gebieten entlang der Straßenverbindung von Addis Abeba über Südäthiopien, Nordkenia, Nairobi und Mombasa. Insbesondere Marsabit in Kenia bildet ein Siedlungszentrum der Burji. Daher wird unter den Burji selbst wie auch unter Forschern, die sich mit ihnen befassen, debattiert, inwieweit die Burji noch als Ethnie aufgefasst werden können, zumal sie weiterhin eine „Gemeinsamkeit“, nicht aber eine zusammenhängende „Gemeinschaft“ bilden. Bei der Volkszählung 2007 bezeichneten sich in Äthiopien 71.871 Menschen als Burji, davon 56.149 in der Region der südlichen Nationen, Nationalitäten und Völker, 11.918 in Oromia und 1.142 in Addis Abeba.